# NGC 1066
NGC 1066 est une galaxie elliptique située dans la constellation du Triangle. NGC 1066 a été découverte par l'astronome germano-britannique William Herschel en 1784.

## Caractéristiques
Sa vitesse par rapport au fond diffus cosmologique est de 4 135 ± 33 km/s, ce qui correspond à une distance de Hubble de 61,0 ± 4,3 Mpc (∼199 millions d'al).
En raison d'une brillance de surface égale à 14,39 mag/am2, on peut qualifier NGC 1066 de galaxie à faible brillance de surface (LSB en anglais pour low surface brightness). Les galaxies LSB sont des galaxies diffuses (D) avec une brillance de surface inférieure de moins d'une magnitude à celle du ciel nocturne ambiant.
Selon la base de données Simbad, NGC 1066 est une galaxie active de type Seyfert 2.

## Une région densément peuplée de galaxies

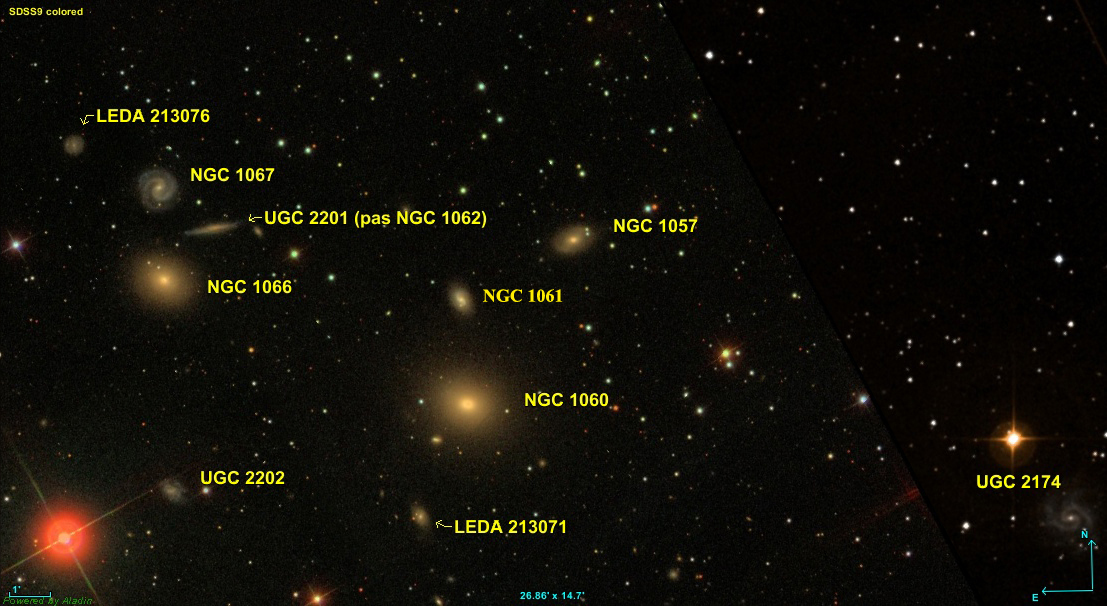
NGC 1057 et ses voisines

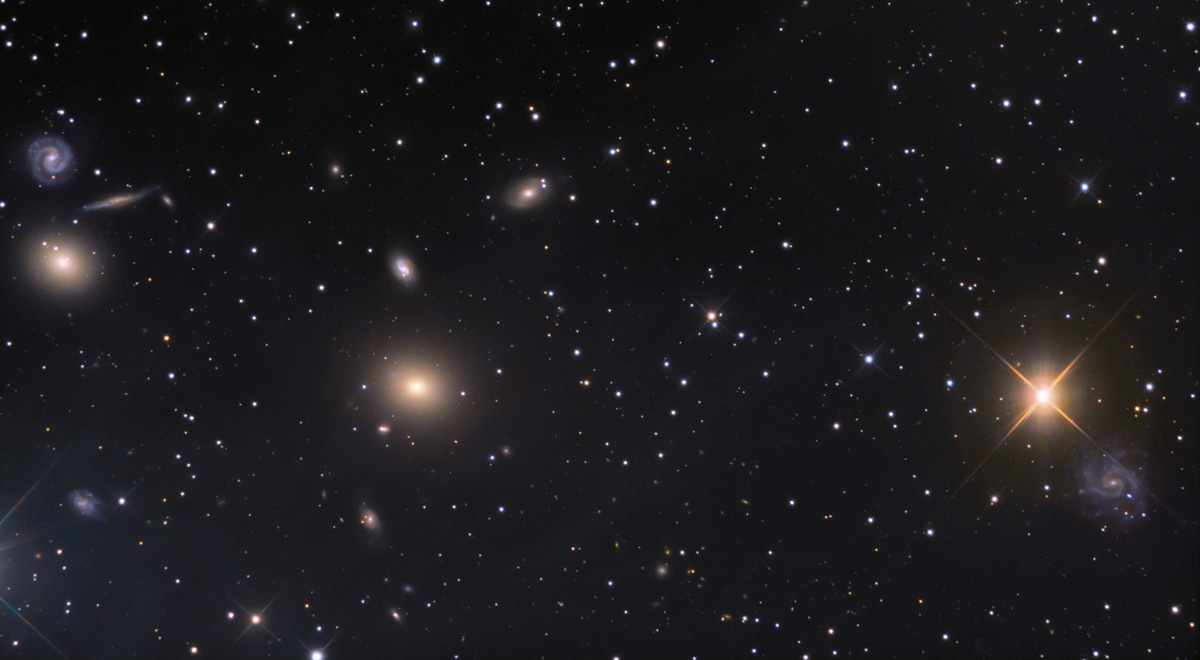
NGC 1057 est au centre de cette image. (Adam Block/Mount Lemmon SkyCenter/University of Arizona)

NGC 1066 est dans une région du ciel particulièrement riche en galaxies. On y trouve les galaxies NGC 1057, NGC 1060, NGC 1061, NGC 1066 et NGC 1067 qui, selon la base de données NASA/IPAC, font toutes partie d'un groupe de galaxies. Plusieurs autres galaxies qui ne figurent pas au catalogue NGC sont aussi dans cette région. Notons que la galaxie UGC 2201 (ou PGC 10331) (voir l'image) est identifiée faussement à NGC 1062 sur la base de données Simbad.